# 1399
Пізнє Середньовіччя •  Відродження •  Реконкіста •  Ганза •  Столітня війна •  Велика схизма •  Монгольська імперія

## Геополітична ситуація
Державу османських турків очолює султан Баязид I (до 1402). Імператором Візантії є Іоанн VII Палеолог (до 1402). Вацлав IV є королем Богемії та Німеччини. У Франції править Карл VI Божевільний (до 1422).
Апеннінський півострів розділений: північ належить Священній Римській імперії, середню частину займає Папська область, південь належить Неаполітанському королівству. Деякі міста півночі: Венеція, Піза, Генуя тощо, мають статус міст-республік. Триває боротьба гвельфів та гібелінів.
Майже весь Піренейський півострів займають християнські Кастилія і Леон, де править Енріке III (до 1406), Арагонське королівство, де править Мартін I Арагонський (до 1410), та Португалія, де королює Жуан I Великий (до 1433). Під владою маврів залишилися тільки землі на самому півдні.
Генріх IV став королем Англії (до). У Кальмарській унії (Норвегії, Данії та Швеції) владу утримує Маргарита I Данська, офіційним королем є Ерік Померанський. В Угорщині править Сигізмунд I Люксембург (до 1437). Королем польсько-литовської держави є Владислав II Ягайло (до 1434). У Великому князівстві Литовському княжить Вітовт.
Частина руських земель перебуває під владою Золотої Орди. Галичина входить до складу Польщі. Волинь належить Великому князівству Литовському. У Києві княжить Іван Ольгимонтович Гольшанський (до 1401). Московське князівство очолює Василь I.
Монгольська імперія займає більшу частину Азії, але вона розділена на окремі улуси. На заході євразійських степів править Золота Орда. У Семиріччі та Ірані владу утримує емір Тамерлан.
У Єгипті панують мамлюки, а Мариніди у Магрибі. У Китаї править династії Мін. Значними державами Індостану є Делійський султанат, Бахмані, Віджаянагара. В Японії триває період Муроматі.
Цивілізація мая переживає посткласичний період. У долині Мехіко склалася цивілізація ацтеків. Почала зароджуватися цивілізація інків.

## Події
- 12 серпня у битві на Ворсклі війська Золотої Орди під командуванням Едигея розгромили литовсько-русько-монгольсько-тевтонське військо великого князя литовського Вітовта, який виступив на підтримку скинутого монгольського хана Тохтамиша.
- Ягайло залишився єдиним правителем Польщі після смерті своєї дружини Ядвіги.
- Московити на чолі з Юрієм Дмитровичем здійснили успішний похід проти Волзької Булгарії.
- 3 лютого помер Джон Гонт, наймогутніша людина Англії. Король Річард II конфіскував його землі.
- 29 вересня англійська знать на чолі з герцогом Ланкастерським, скориставшись тим, що король Англії Річард II відбув до Ірландії, оголосила про позбавлення його влади.
- 13 жовтня королем Англії короновано Генріха IV, сина Джона Гонта.
- Міланський герцог Джан Галеаццо Вісконті приєднав до своїх володінь Пізу та Сієну.
- Трон Неаполітанського короля повернув собі Владислав Неаполітанський, змістивши Людовика II Анжуйського.
- Візантійський імператор Мануїл II Палеолог поїхав до Європи шукати підтримки проти турків. За його відсутності титул імператора перейшов до Іоанна VII Палеолога.
- Турецький султан Баязид I вторгся в Сирію, що перебувала під контролем єгипетських мамлюків. Це вторгнення розізлило Тамерлана, який теж бажав завоювати Сирію.
- Війська Тамерлана повернулися з Північної Індії, залишивши за собою значні руйнування. Внаслідок вторгнення Делійський султанат ослаб і незабаром розпався на дрібні князівства.

## Засновано
Село Черніїв Тисменицького району Івано-Франківської області.